# Hazegras (Oostende)
Het Hazegras is een wijk van de Belgische kuststad Oostende, ten zuiden van het centrum van de stad.
Het Hazegras ligt tussen de Mercatordokken, de haven en het Maria Hendrikapark van Oostende. Het typische rasterpatroon, waar vele wijken van Oostende zich naar schikken, is ook hier te vinden.
Door haar ligging dicht bij station en haven, was ze bekend als de rosse buurt van Oostende. In de zomer van 2021 waren nog slechts enkele prostituees actief, en de rosse buurt zal tegen 2025 volledig verdwenen zijn.

## Ontstaan
Omdat Oostende niet langer paste binnen de gordel van bastions die er vanaf het Beleg van Oostende waren aangelegd, werden de zuidelijke omwallingen gesloopt. Op die plaats werden nieuwe straten en een nieuwe haven met drie dokken aangelegd (1781-'82). Aan de overkant van de dokken werd grond onteigend om er een nieuwe wijk op aan te leggen. Zo lag in het noorden de oude stad (Oostende) en in het zuiden een nieuwe stad (Hazegras) met daartussen de dokken. Daar Oostende tot 1865 een garnizoensstad was moesten de verdedigingswerken die gesloopt waren voor de stadsuitbreiding in het zuiden en het westen hersteld worden. Zo werd ook het Hazegras versterkt.

## Spoorwegen
In 1844 werd het station van Oostende tussen de wijk en de dokken ingeplant. Daarvoor moesten de verdedigingswerken en een arsenaal van het leger wijken. De plaats van het station was goed gekozen want het lag dicht bij de haven. Toch werd er al snel een nieuw station, het zogenaamde Zeestation aangelegd dat vooral goederen behandelde. Vanuit dit station vertrokken later ook steeds meer passagiers waardoor het eerste passagiersstation langzamerhand haar aandeel verloren zag gaan. Het werd gesloopt en er werd plaats gemaakt voor woon- en winkelzones. De plaats waar de sporen lagen werd omgevormd tot wegen.

## Haven
Op het einde van de 19de eeuw bleken de drie handelsdokken tussen het centrum en het Hazegras niet langer toereikend. Onder invloed van Leopold II werd de haven oostelijker en zuidelijker verplaatst en werden de drie handelsdokken omgevormd tot een jachthaven. Het verste dok werd na de Tweede Wereldoorlog gedempt om er een nieuw stadhuis op te bouwen.

## Wonen
In het laatste kwart van de twintigste eeuw was het Hazegras een achtergestelde wijk geworden. Het stadsbestuur had dit ingezien en stelde een herstelplan op. De wijk onderging als het ware een metamorfose. Waar vroeger het oude treinstation had gestaan, kwamen er twee appartementsgebouwen en een grootwarenhuis. De vervallen woningen in het woonblok erachter werden afgebroken en eveneens vervangen door een appartementsgebouw met hotel. Het vroegere slachthuis werd afgebroken. In de plaats kwam er een gloednieuw postgebouw.
Een nieuw mobiliteitsplan zorgde ervoor dat het doorgaand verkeer in de wijk drastisch daalde en de wijk opnieuw leefbaar werd. De De Smet de Naeyerbruggen werden omgevormd tot een grote parking. Tussen de vroegere kazerne van de Zeemacht en het Maria Hendrikapark werd een grote randparking aangelegd.
Rond de eeuwwisseling werden er opnieuw krotten plat gegooid om er nieuwe woonblokken op te zetten. Soms ging het daarbij om een volledige woonblok. Zelfs de kerk "Onze-Lieve-Vrouw van het Hazegras" werd afgebroken om plaats te maken voor een moderne sociale woonblok, met op een binnenkoer een nieuw kerkgebouw, de Hazegraskerk.
De stadsuitbreiding heeft haar effect niet gemist want de wijk die vroeger als achtergesteld werd gezien (mede door de sporen die het nachtleven er had achtergelaten), groeide in recordtijd uit tot een van de meest exclusieve wijken van Oostende. Het is daardoor een schoolvoorbeeld van gentrificatie.